# Les Années d'apprentissage de Wilhelm Meister
Les Années d’apprentissage de Wilhelm Meister est un roman d'apprentissage écrit par Goethe en 1795-1796 : un héros chemine et doit faire son apprentissage de la vie tout en déjouant les différents obstacles qui se dressent devant lui.
C'est à propos de ce roman que fut forgé par l'universitaire Karl Morgenstern le terme de Bildungsroman (roman de formation).

## Résumé
Wilhelm Meister est un jeune marchand qui se croit une vocation d’acteur dramatique, vocation qui se serait éveillée en lui le jour où ses parents auraient fait l’acquisition d’un théâtre de marionnettes. Il se fait engager dans une troupe errante et découvre le monde, l’amour, les sociétés. Pour lui, la littérature et le théâtre peuvent changer la société car ils permettent d’approcher la réalité et l’idéal qui sont deux pôles indissociables.

## Commentaire
Ce roman se caractérise par ses analyses de Shakespeare et, plus particulièrement d'Hamlet. Wilhelm est en effet amené à le lire à l'initiative de Jarno (chapitre 8, livre III), et interprétera le rôle d’Hamlet au livre V, chapitre V. L’œuvre introduit également une réflexion sur la franc-maçonnerie : Wilhelm découvrant, à la fin du roman, que toute sa vie fut l’objet de l’attention d’une confrérie secrète.
Le livre a notamment été étudié par Friedrich Schlegel qui publie en 1798 Über Goethes Meister (traduit sous le titre Sur le Meister de Goethe).